# 한성재판소
한성재판소(漢城裁判所)는 대한제국의 사법 기관이다. 고종 32년인 1895년부터 1907년까지 존속하며 한성부를 관할했다.

## 설립 배경
한성재판소는 일본의 요구에 의한 갑오개혁으로 설립되었다. 1895년에 재판소구성법이 제정되면서 가장 먼저 한성재판소가 설치됨으로써 근대적 재판 제도가 처음 실시되었다. 한성재판소 설립에 이어 곧 개항장인 인천, 부산, 원산에 이미 설치되어 있던 재판소를 포함하여 새로 개편된 부마다 지방재판소가 설치되어 전국적으로 근대적 재판소가 확대되었다.
이전까지는 재판 업무는 감영, 유수영과 기타 지방 관아에 흩어져 있었다. 한성재판소와 각 지방재판소 설립으로 기존 관아의 재판 업무는 폐지되었다.

## 업무 및 관할구역
1895년 4월 14일에 개설된 이래, 한성부 관할 하의 민사 소송, 형사 소송을 전담하였다. 조선인과 외국인 사이의 소송도 관할했다. 한성재판소의 위치는 현재의 서울 종로구 종로1가이다.
처음에는 한성부를 포함하여 인천과 개성은 제외한 경기도 일원이었으나, 같은 해 9월에 경기재판소가 신설되면서 한성부로 관할 지역이 국한되었다.

## 한성부재판소
1898년에 한성재판소가 한성부재판소로 이름을 바꾸고 한성부판윤 소속으로 복귀했다. 한성부판윤은 한성부재판소 수반판사를 겸했다. 지방관이 사법관을 겸했므로 사법부가 행정기관에서 분리된 형태로 정립하지 못했다.
통감부 체제 하인 1907년에 한성부재판소는 폐지되었고, 이듬해부터 경성지방재판소로 명칭이 바뀌었다.

## 같이 보기
- 갑오개혁
- 평리원

## 참고자료
- 왕현종 (2003년 3월 20일). 《한국 근대국가의 형성과 갑오개혁》. 서울: 역사비평사. 236,281쪽쪽. ISBN 8976961218.